# 스티븐 그린블랫
스티븐 제이 그린블랫(Stephen Jay Greenblatt, 1943년 11월 7일 ~ )은 미국의 문학사가, 작가이다. 2000년부터 하버드 대학교에서 존 코건 인문학 교수를 지내고 있으며 《노튼 셰익스피어》(The Norton Shakespeare, 2015)의 총편집자, 《노튼 영문학 개관》(The Norton Anthology of English Literature)의 총편집자를 맡았다. 신 역사주의의 주창자 중 하나로서 신 역사주의, 르네상스와 셰익스피어에 대한 연구로 알려져 있다. 《1417년, 근대의 탄생》(The Swerve: How the World Became Modern)으로 2011년 내셔널 북 어워드 논픽션 부문, 2012년 퓰리처상 일반 논픽션 부문을 수상했다.